# Великий Тап
Великий Тап (рос. Большой Тап) — річка у Росії, ліва притока Конди (басейн Обі), тече на заході Ханти-Мансійського автономного округу.

## Фізіографія
Великий Тап бере початок на висоті 112 м над рівнем моря, витікаючи з невеликого озера Таптю, розташованого на північному сході Совєтського району Ханти-Мансійського автономного округу поблизу кордону з Октябрьським районом. Тече по Кондинській низовині на західному краї Західно-Сибірської рівнини у південному напрямку, майже не відхиляючись від нього на всьому своєму протязі до самого впадіння в Конду. Річка тече по надзвичайно заболоченій місцевості з великою кількістю озер; особливо крупні за площею озера розташовані у середній частині басейну. Русло дуже звивисте з безліччю меандрів. Річка має рівнинний характер на всьому протязі.
Великий Тап зливається з Кондою за 30 км вище по її течії від селища Луговий на висоті 42 м над рівнем моря.
Великий Тап має чотири більш-менш значні притоки і велику кількість малих. Нітльюган впадає зліва у верхів’ях. Мурах — найдовша притока — тече з озер правобережжя середньої течії, що займають вододіл Великого Тапа і Мулим’ї. Тум’я і Пуйя, що течуть з озер лівобережного вододілу з Юкондою — також лівою притокою Конди — впадають у низов’ях.
Живлення снігове і дощове.

## Інфраструктура
Басейн Великого Тапа знаходиться майже повністю в межах Кондинського району Ханти-Мансійського автономного округу, лише верхів’я лежать в межах Совєтського району. Станом на 2009 рік постійних поселень на річці немає. Річка несудноплавна.